# Datsun
La Datsun fu una casa automobilistica giapponese, fondata nel 1931 e acquistata dalla Nissan Motor nel 1934. Nissan ha poi deciso di terminare la produzione di veicoli con questo marchio nel 1986, salvo poi riprenderlo e rilanciarlo sul mercato dal 2013 al 2022.
Il marchio storico della Datsun (scritta "DATSUN" su sfondo blu, davanti al sol levante rosso in campo bianco, simbolo del Giappone) è diventato la base per il marchio Nissan utilizzato dal 1984 al 2002.

## Storia

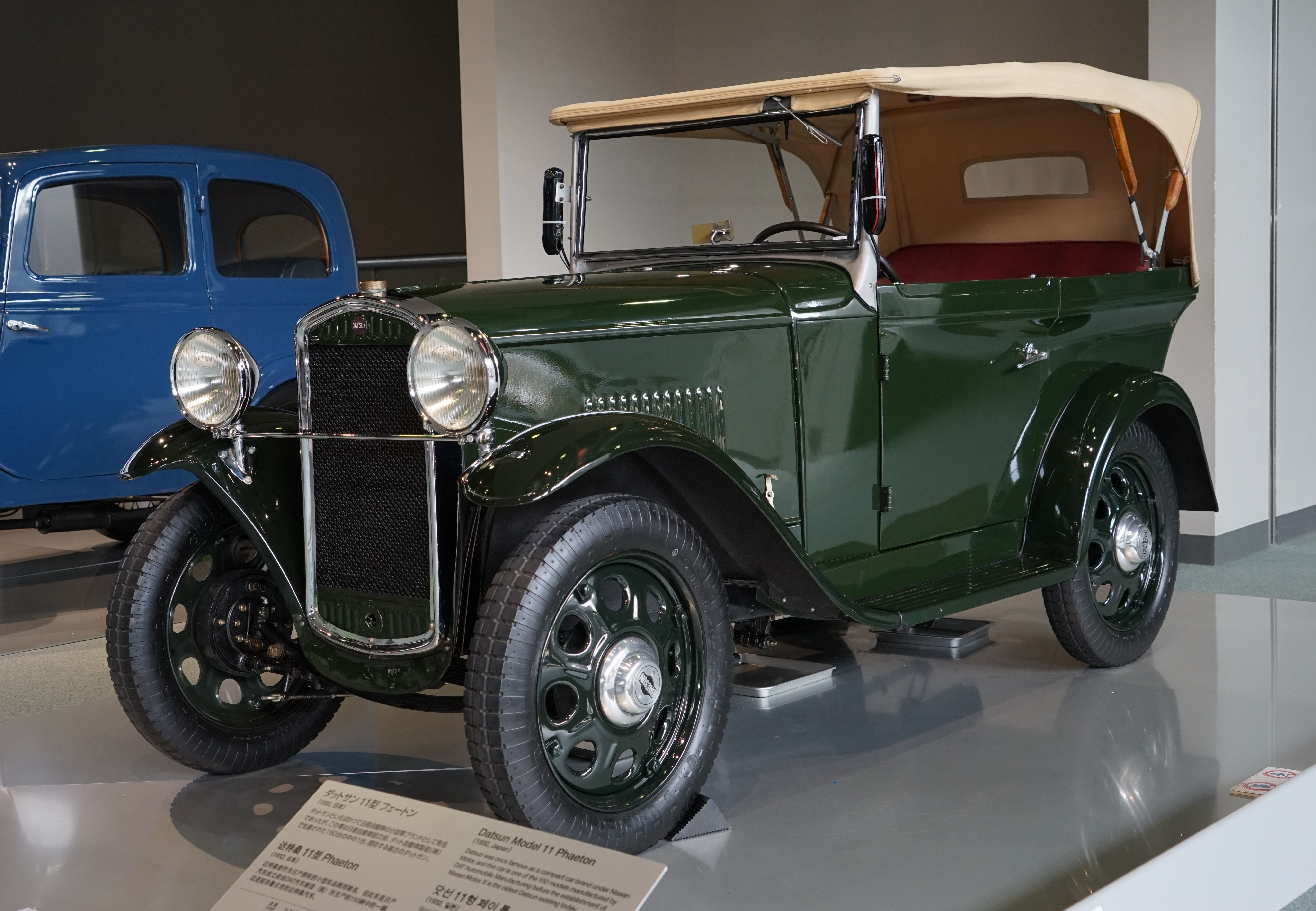
Una Datsun 11

La sigla DAT è l'acronimo formato dalle iniziali dei cognomi dei tre soci fondatori, che avevano già iniziato a produrre veicoli sotto questo marchio dal 1914.
- Kenjiro Den (田 健次郎?, Den Kenjirō)
- Rokuro Aoyama (青山 禄朗?, Aoyama Rokurō)
- Meitaro Takeuchi (竹内 明太郎?, Takeuchi Meitarō)

Dopo una serie di cambiamenti societari (modifiche al nome, differenziazione della produzione, fusione con un'altra azienda), fu aggiunta la desinenza "son" ("piccolo" in giapponese) per indicare vetture di piccole dimensioni e produrle quindi sotto il marchio "Datson". Nel 1933 il nome fu cambiato in "Datsun" poiché "son" in giapponese oltre che "piccolo" può anche significare "perdente".
Il primo prototipo della Datson fu completato nell'estate del 1930. Il veicolo di produzione in serie, la Datson 10, fu costruito tra il 1931 e il 1932. In seguito il modello fu rivisto. Nel frattempo il nome del marchio fu cambiato in Datsun per i motivi sopra menzionati e così il secondo modello della casa automobilistica giapponese, la Datsun 11, fu lanciato nel 1932. Esso fu quindi il primo modello a essere marchiato Datsun. 
Nel 1933 furono modificate le norme relative alla cilindrata massima per le auto di piccole dimensioni in Giappone. Datsun presentò con successo domanda al governo per aumentare la capacità del motore. Ora era presente un nuovo regolamento secondo cui le auto di piccole dimensioni potevano avere una cilindrata massima di 750 cm³. La Datsun aumentò quindi la cilindrata del motore della Datsun 11 da 495 cm³ a 748 cm³, incrementando la potenza a 12 CV, e montandolo sulla nuova Datsun 12 cui seguì la Datsun 13. 
Nel maggio 1934 fu inaugurato il nuovo stabilimento Datsun di Yokohama, che era un centro produttivo moderno basato sugli stabilimenti Ford, con cui condivideva la catena di montaggio. Nel 1935 venne introdotta la Datsun 14. Nel 1936 sei esemplari di questo modello furono esportati in Nuova Zelanda, un mercato che Datsun rifornì fino al maggio 1962. Nel 1937 fu lanciata sui mercati la Datsun 16. A causa dello scoppio della seconda guerra sino-giapponese nel 1937, la produzione di automobili fu limitata e furono prodotti principalmente camion per l'esercito. Nel 1938 fu lanciata sui mercati la Datsun 17, che era più spartana dei predecessori a causa della scarsità di materie prime causata dalla guerra. Questa situazione si protrasse anche successivamente a causa dello scoppio della seconda guerra mondiale.

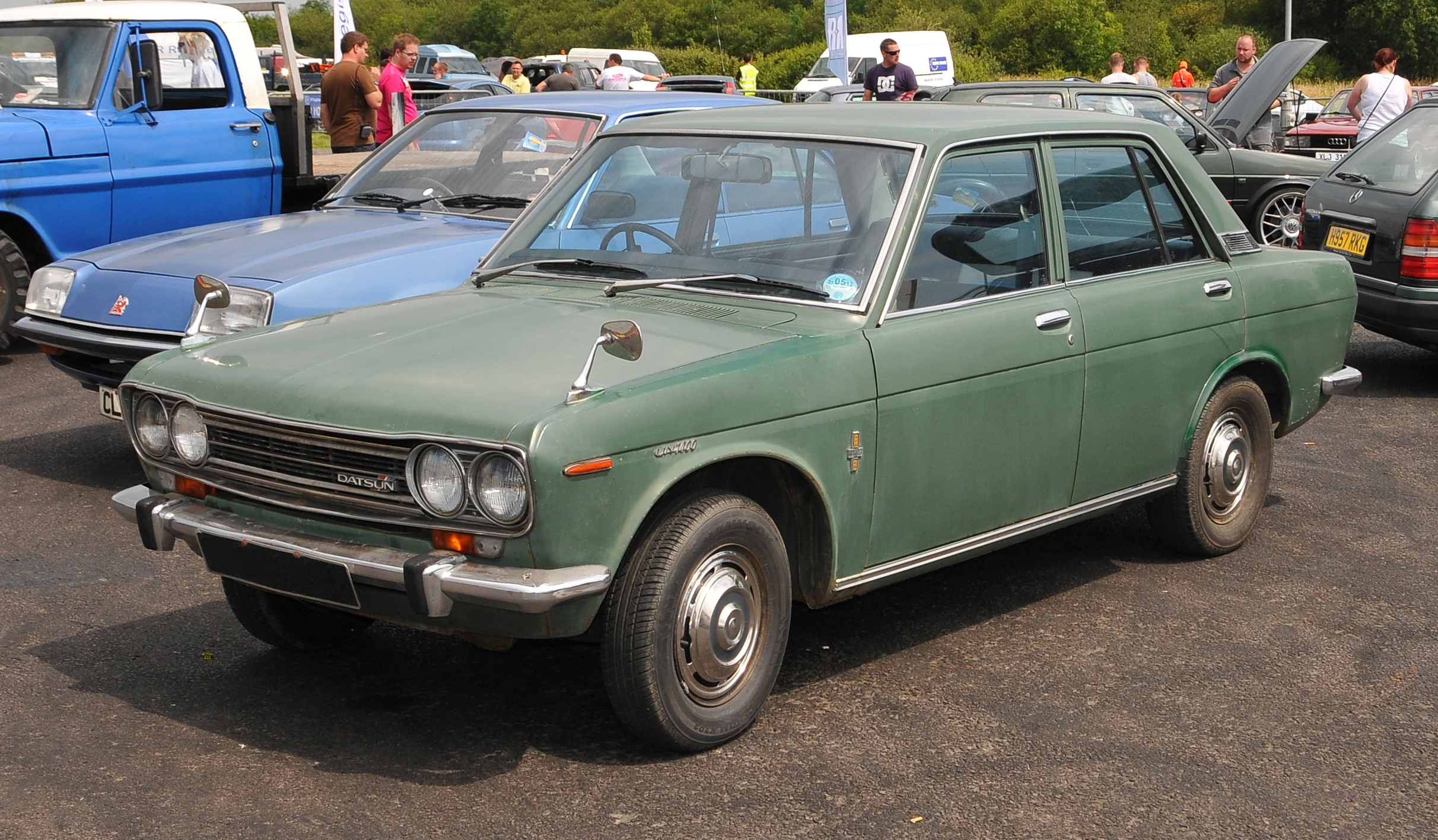
Una Datsun 510

Quando finì il secondo conflitto mondiale (1945), la Datsun inizialmente produsse solo camion per le truppe di occupazione. La Datsun 17 fu la base per il primo modello della casa automobilistica giapponese del dopoguerra, la Datsun DA, che inaugurò il riavvio della produzione di autovetture Datsun nel 1947. Nel 1948 la Datsun DA fu sostituita dalla Datsun DS. La Datsun DC-3 fu aggiunta alla gamma nel 1952, inaugurando nella storia della Datsun la produzione di auto sportive. Nel 1955 fu introdotta la Datsun 110, mentre nel 1957 la Datsun 210, che divenne il capostipite della serie Datsun Bluebird. 
Nel 1959 iniziò la produzione della vettura sportiva Datsun Fairlady, che fu anche uno dei primi modelli di esportazione ed che era più economico di modelli simili delle case automobilistiche britanniche MG e Triumph. La Datsun Fairlady fu sostituita dalla serie Datsun Z nel 1968. Questa vettura sportiva a prezzi accessibili fu molto redditizia per Datsun e all'epoca divenne l'auto sportiva più venduta al mondo. Aveva componenti del motore e del telaio della Bluebird.
La Fairlady fu seguita nel 1964 dalla Datsun Coupe 1500, che era basata proprio sulla Fairlady. Nel 1966 fu lanciata la Datsun Sunny, caratterizzata da trazione posteriore e dimensioni più piccole. Essa fu lanciata sul mercato nel segmento della classe medio-bassa come concorrente della Toyota Corolla. Nel 1970 fu introdotto il primo veicolo del gruppo Nissan a trazione anteriore, la Datsun Cherry. La Datsun Violet, che fu lanciata nel 1973, derivava dalla Bluebird, ma rispetto a quest'ultima era posizionata più in alto nella gamma. In esportazione, la Violet fu rinominata Datsun Stanza. Da questo momento in poi, la maggior parte dei modelli Datsun destinati all'esportazione erano semplicemente modelli Nissan commercializzati come Datsun. Nel 1981 fu introdotta la Datsun Prairie. L'ultimo modello sviluppato da Datsun è stato il Datsun Micra, dopo la quale, nel 1986, il marchio Datsun fu soppresso.

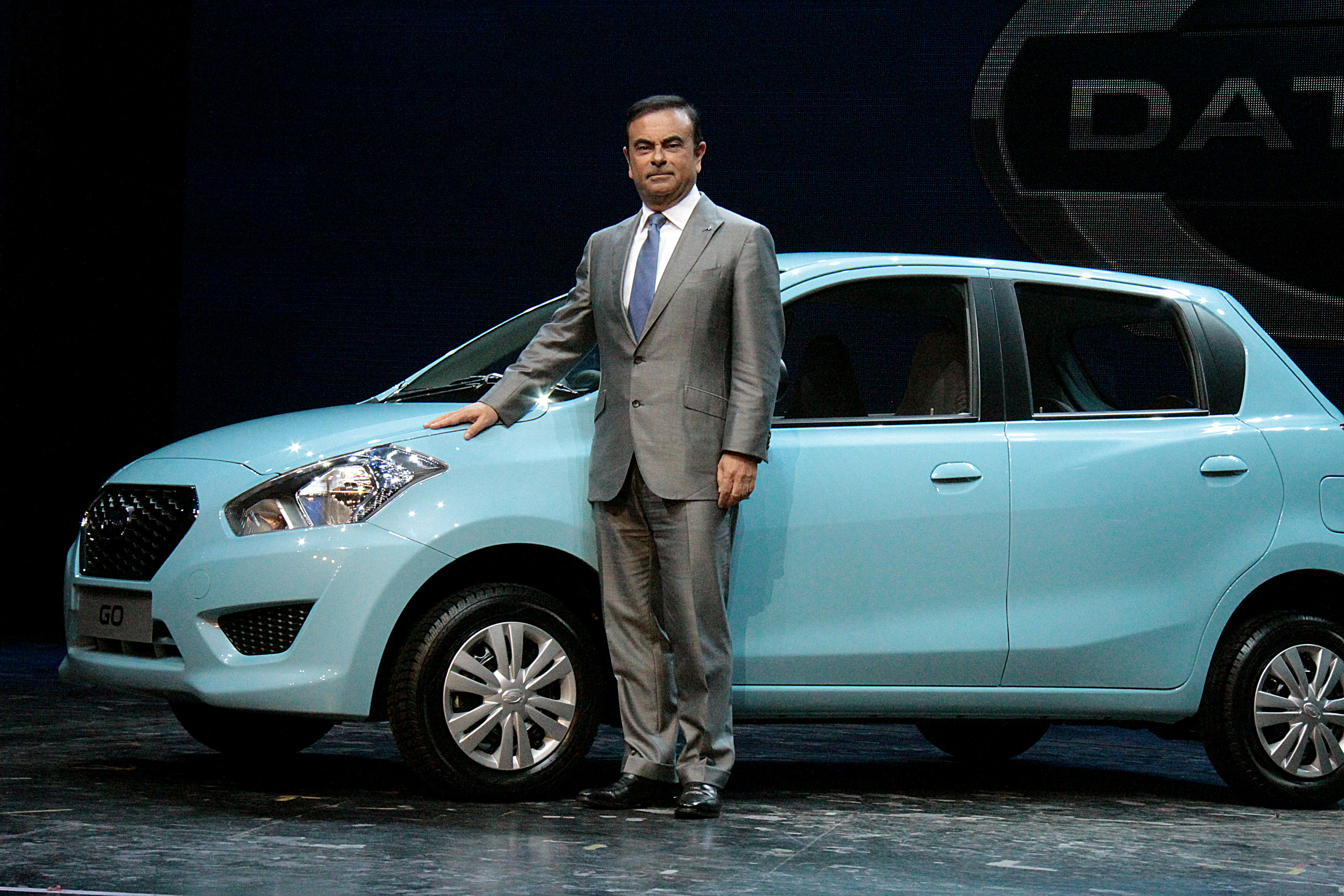
Carlos Ghosn al lancio della Datsun GO

Nel luglio 2013 Carlos Ghosn ha annunciato il ritorno di Datsun come marchio a basso costo per alcuni mercati emergenti, come Russia, India, Indonesia e Sudafrica. I modelli, prodotti a partire dal 2014 in India presso lo stabilimento Renault-Nissan di Chennai, saranno di derivazione Nissan. Per l'occasione, il marchio dell'azienda è stato completamente ridisegnato.
Nel gennaio 2014 la Datsun GO segna il rientro sul mercato automobilistico del marchio giapponese; si tratta di un'utilitaria economica (con un prezzo di circa 5.000 euro) prodotta sulla stessa piattaforma della Nissan Micra, in vendita inizialmente solo sul mercato indiano. A settembre 2013 è stato annunciato l'ampliamento della gamma con la GO+, una vettura minivan derivata dalla precedente.
Nel 2022 il marchio viene soppresso dalla Nissan, che lo portò quindi alla sua seconda chiusura.

## Modelli di autovetture

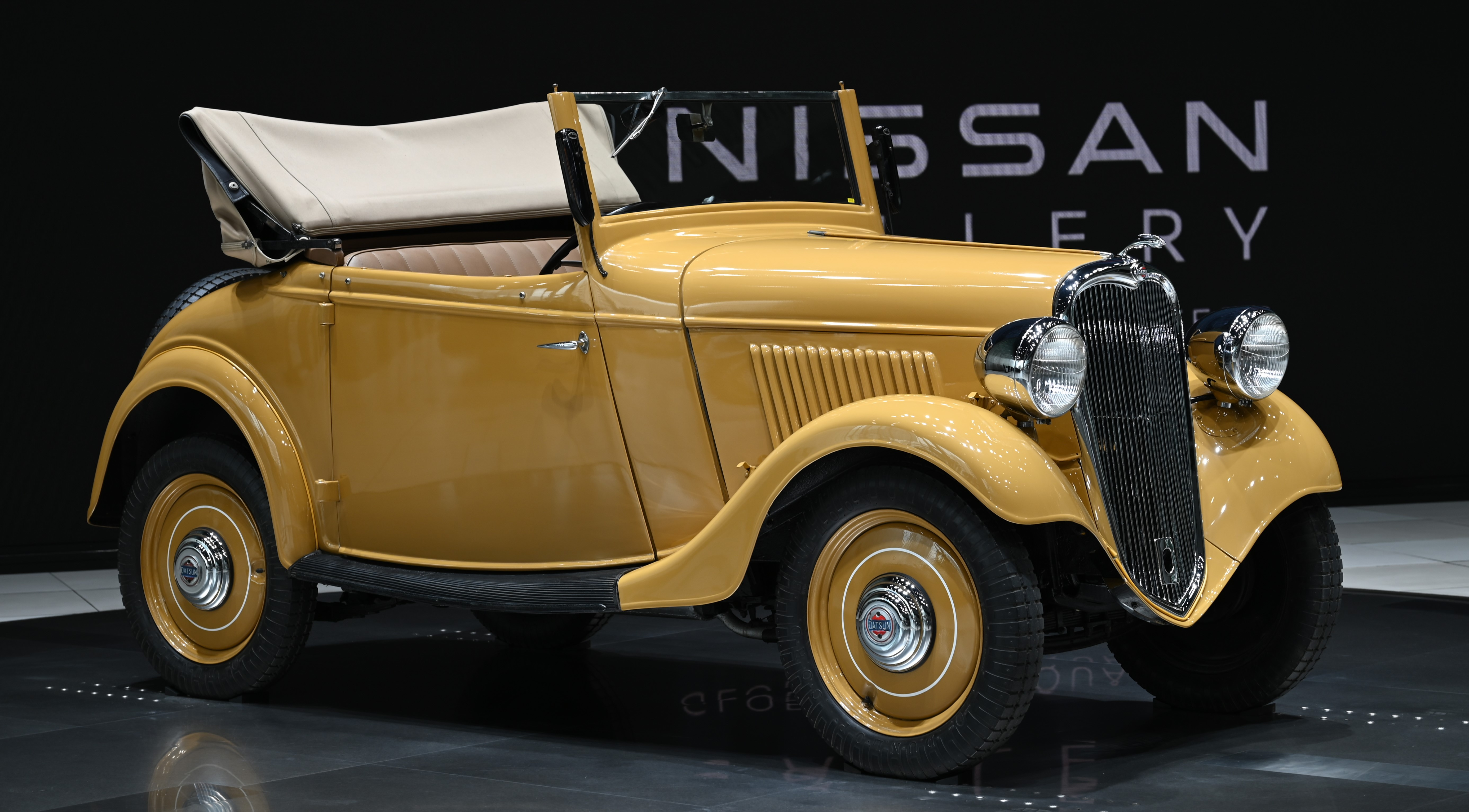
Una Datsun 14

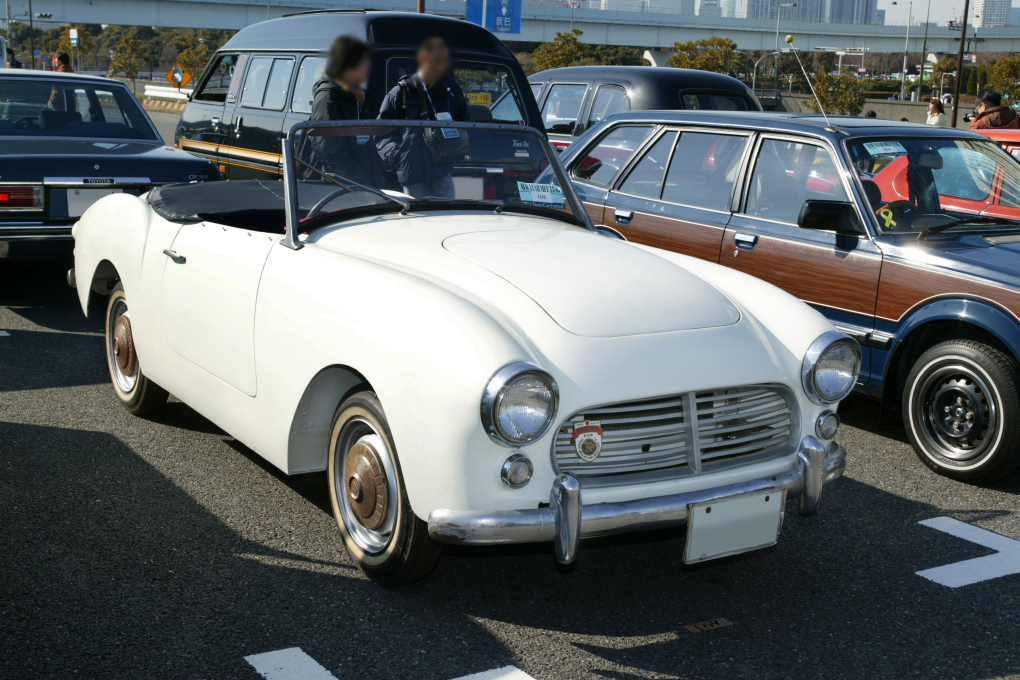
Una Datsun Sports

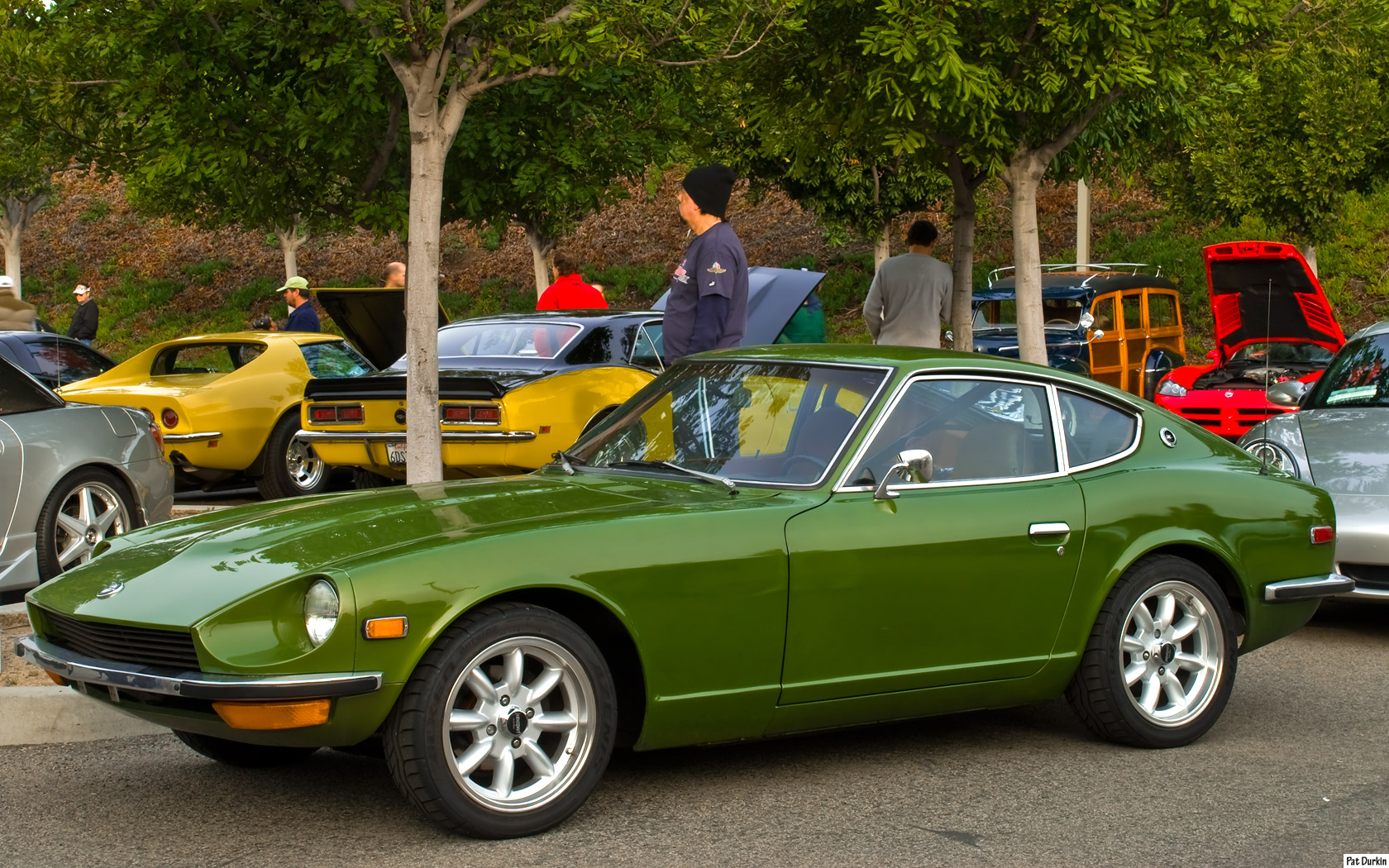
Una Datsun Z

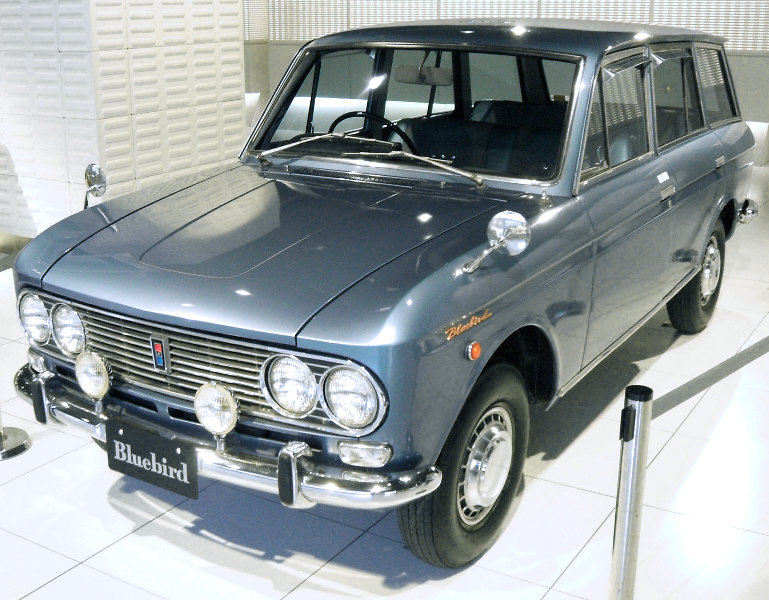
Una Datsun Bluebird

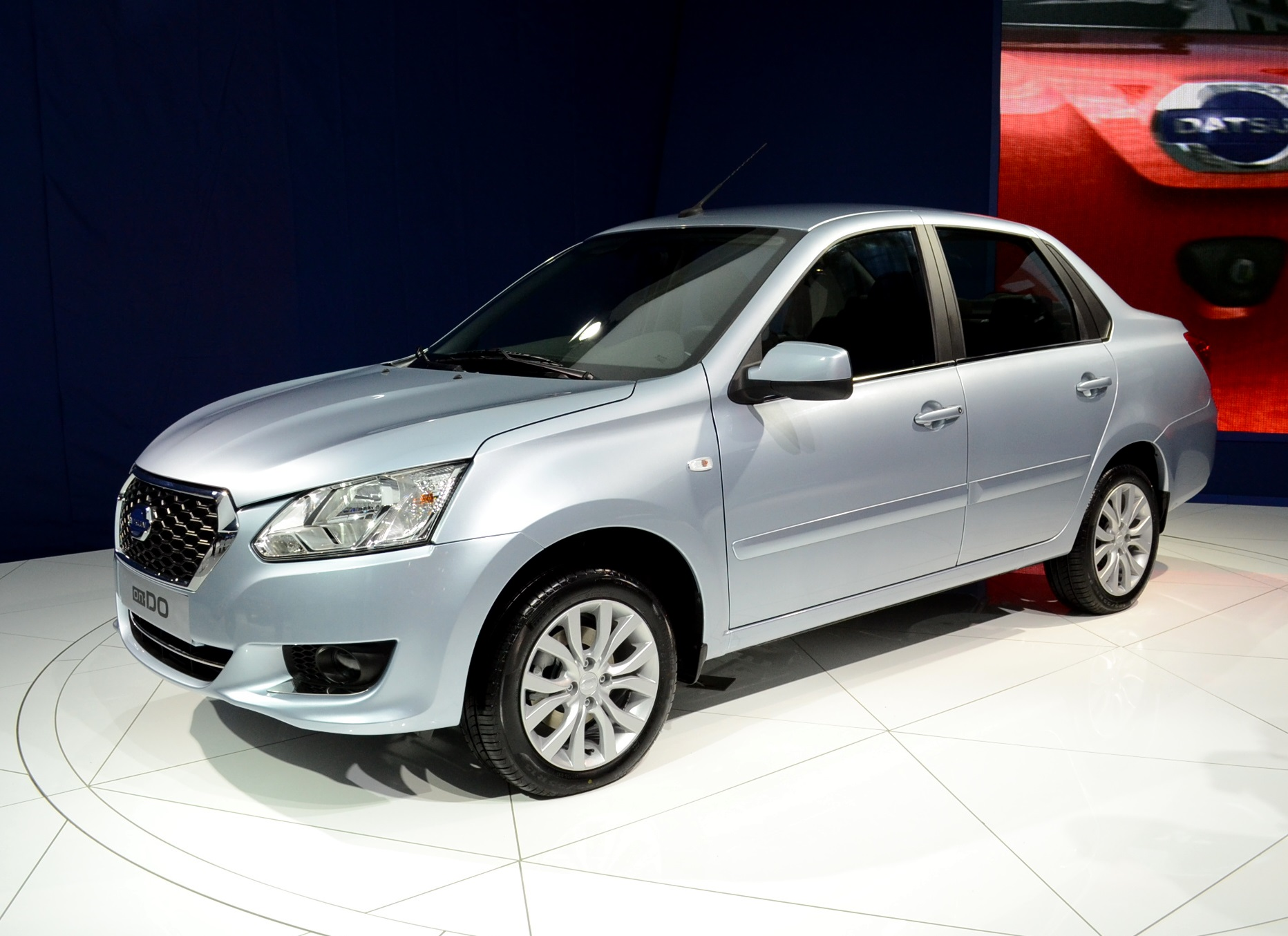
Una Datsun on-DO

| Modello        | Anni di produzione |
| -------------- | ------------------ |
| 10             | 1930-1932          |
| 11             | 1932-1933          |
| 12             | 1933-1934          |
| 13             | 1934-1935          |
| 14             | 1935-1936          |
| 15             | 1936-1937          |
| 16             | 1937-1938          |
| 17             | 1938               |
| DA             | 1947-1948          |
| DB             | 1948-1949          |
| DeLuxe         | 1949-1954          |
| DS             | 1950-1951          |
| Thrift         | 1951-1954          |
| Convar         | 1954               |
| DC-3           | 1952               |
| 110            | 1955               |
| 112            | 1955-1956          |
| 113            | 1956-1957          |
| Sports         | 1959-1970          |
| Bluebird       | 1957-1983          |
| Z              | 1969-1978          |
| Sunny          | 1966-1970          |
| Violet         | 1973-1981          |
| Bluebird       | 1957-1983          |
| 510            | 1967-1973          |
| 300ZX          | 1983-1985          |
| Stanza         | 1977-1985          |
| Maxima         | 1980-1984          |
| Micra          | 1982-1986          |
| Datsun GO      | 2014-2022          |
| Datsun GO+     | 2014-2021          |
| Datsun on-DO   | 2014-2020          |
| Datsun mi-DO   | 2014-2020          |
| Datsun redi-Go | 2016-2022          |
| Datsun Cross   | 2018-2020          |

## L'impegno sportivo

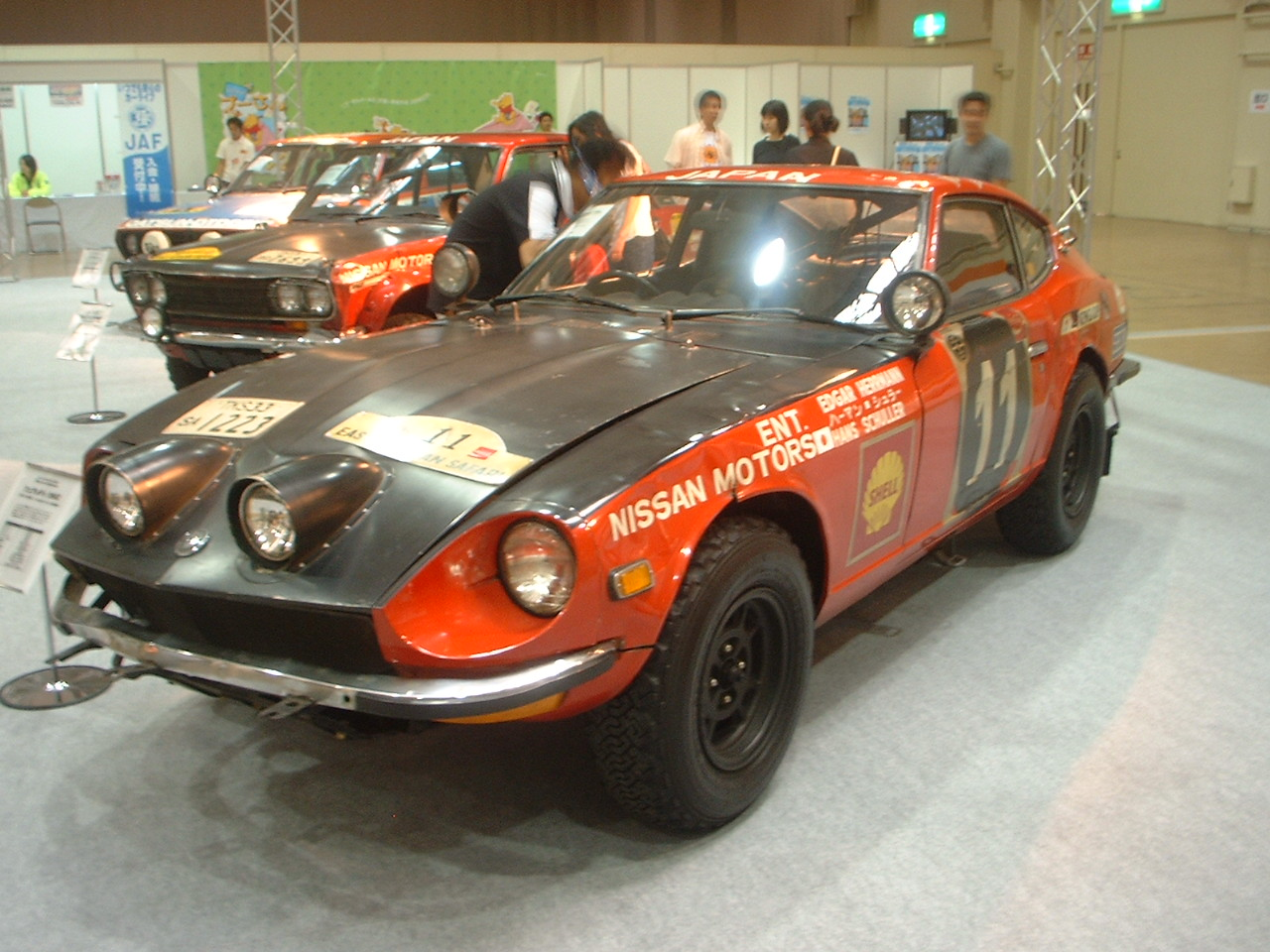
La Datsun Z vincitrice del Safari Rally del 1971.

Sul finire degli anni 1970 e nei primi anni 1980, con il diffondersi delle competizioni rallystiche, il marchio giapponese ottenne qualche discreto successo in questo tipo di competizioni, con una particolare predilezione per il Safari Rally in terra africana (sei vittorie). Tuttavia, ad oggi, è attiva nel settore dei rally.

### Vittorie nel mondiale rally
| Anno | Rally                      | Pilota          | Vettura          |
| ---- | -------------------------- | --------------- | ---------------- |
| 1970 | Safari Rally               | Edgar Herrmann  | Datsun 1600 SSS  |
| 1971 | Safari Rally               | Edgar Herrmann  | Datsun 240Z      |
| 1973 | Safari Rally               | Shekhar Mehta   | Datsun 240Z      |
| 1976 | Rally dell'Acropoli        | Harry Källström | Datsun 160J      |
| 1979 | Safari Rally               | Shekhar Mehta   | Datsun 160J      |
| 1980 | Safari Rally               | Shekhar Mehta   | Datsun 160J      |
| 1980 | Rally di Nuova Zelanda     | Timo Salonen    | Datsun 160J      |
| 1981 | Safari Rally               | Shekhar Mehta   | Datsun Violet GT |
| 1981 | Rally della Costa d'Avorio | Timo Salonen    | Datsun Violet GT |